# I-401
I-401 — підводний човен Імперського флоту Японії, який брав участь у Другій світовій війні.

## Початок історії човна
Корабель, який спорудили на корабельні ВМФ у Сасебо, належав до типу Сентоку (він же клас I-400). Це були найбільші авіаносні субмарини в історії, які могли приймати на борт три торпедоносці-бомбардувальники Aichi M6A1 «Сейран» (а також найбільші підводні човни до появи у 1960-х атомних ракетоносців). Сама концепція створення таких човнів передбачала їх використання у спеціальних операціях для ураження надзвичайно важливих віддалених об'єктів, тому тип Сентоку мав автономну дальність плавання понад 69 тисяч кілометрів.

## Бойова служба
Первісно планувалось, що І-401 стане одним з п'яти підводних човнів, які забезпечать повітряну атаку на шлюзи Панамського каналу, що в разі успіху вивело б з ладу цю комунікацію на кілька місяців. Втім, у підсумку цю операцію скасували. За іншим варіантом І-401 хотіли долучити для нальоту на Сан-Франциско, але й цей план не дійшов до реалізації.
19 березня 1945-го під час першої атаки американського авіаносного з'єднання на Куре І-401 був підданий обстрілу з повітря, проте це не призвело до якихось ушкоджень.
Тим часом логістична ситуація в Японській імперії стала настільки складною, що 11 квітня 1945-го І-401 вирушив з Куре до Дайрену (наразі Далянь у Китаї) з метою провести бункерування пальним. Втім, 12 квітня ще у Внутрішньому Японському морі човен підірвався на міні. Хоча він не зазнав серйозних пошкоджень, проте був вимушений повернутись на ремонт до Куре (як наслідок, рейс у Дайрен по паливо виконав лише однотипний човен І-400). 1—4 червня пройшов з Куре до затоки Нанао (на західному узбережжі Хонсю поблизу Тоями), де близько двох тижнів провадив тренування зі збирання та запуску літаків у нічний час.
У середині червня 1945-го японське командування визначило нову ціль для човнів типу І-400 — атаку на атол Уліті (західні Каролінські острови), де була велика якірна стоянка союзників. У середині липня два човни прибули до Майдзуру, де пройшли останні приготування до місії, а 20 липня вирушили в похід, причому на борту І-401 перебував командир дивізії, який здійснював безпосереднє керівництво операцією. З огляду на поточну воєнну ситуацію, вирішили виходити з Японського моря через протоку Цуґару, що розділяє Хонсю та Хоккайдо. 21—23 липня човен побував у Омінато (важлива база японського ВМФ на північному завершенні Хонсю), де, зокрема, на його літаки нанесли американські розпізнавальні знаки. На виході з протоки Цугару І-401 почала обстрілювати японська берегова батарея, що змусило човен до екстреного занурення. Кожен з обраних для місії човнів ішов власним шляхом, але перед атакою вони мали зустрітись. Втім, І-400 не отримав повідомлення щодо місця рандеву, відповідно, коли І-401 прибув туди 14 серпня, то не зміг знайти другого корабля. Тоді керівник операції зсунув дату рандеву та визначив для нього нове місце південніше від острова Понапе (східні Каролінські острови), куди І-401 попрямував з міркувань безпеки в обхід Маршаллових островів зі сходу. 15 серпня японський імператор оголосив про капітуляцію, що призвело до скасування операції (первісно на І-401 не повірили в отримане повідомлення й далі виконували місію, але 15 серпня надійшло підтвердження). 26 серпня на І-401 дістали наказ іти з прапором капітуляції, при цьому літаки й амуніцію скинули в море, а 29 серпня човен здався американській субмарині. 31 серпня І-401 досягнув узбережжя Хонсю.
У грудні 1945 — січні 1946 човен перегнали з Японії до Перл-Гарбору, а 31 травня 1946-го використали як ціль при випробуваннях торпед.